# Bådan (Brändö, Åland)
Bådan är skär i Åland (Finland). De ligger i den östra delen av landskapet, 80 km nordost om huvudstaden Mariehamn.
Terrängen runt Bådan är mycket platt. Trakten är glest befolkad. Närmaste större samhälle är Brändö, 11,1 km sydväst om Bådan. 